# Pandæmonium (Втрачений рай)

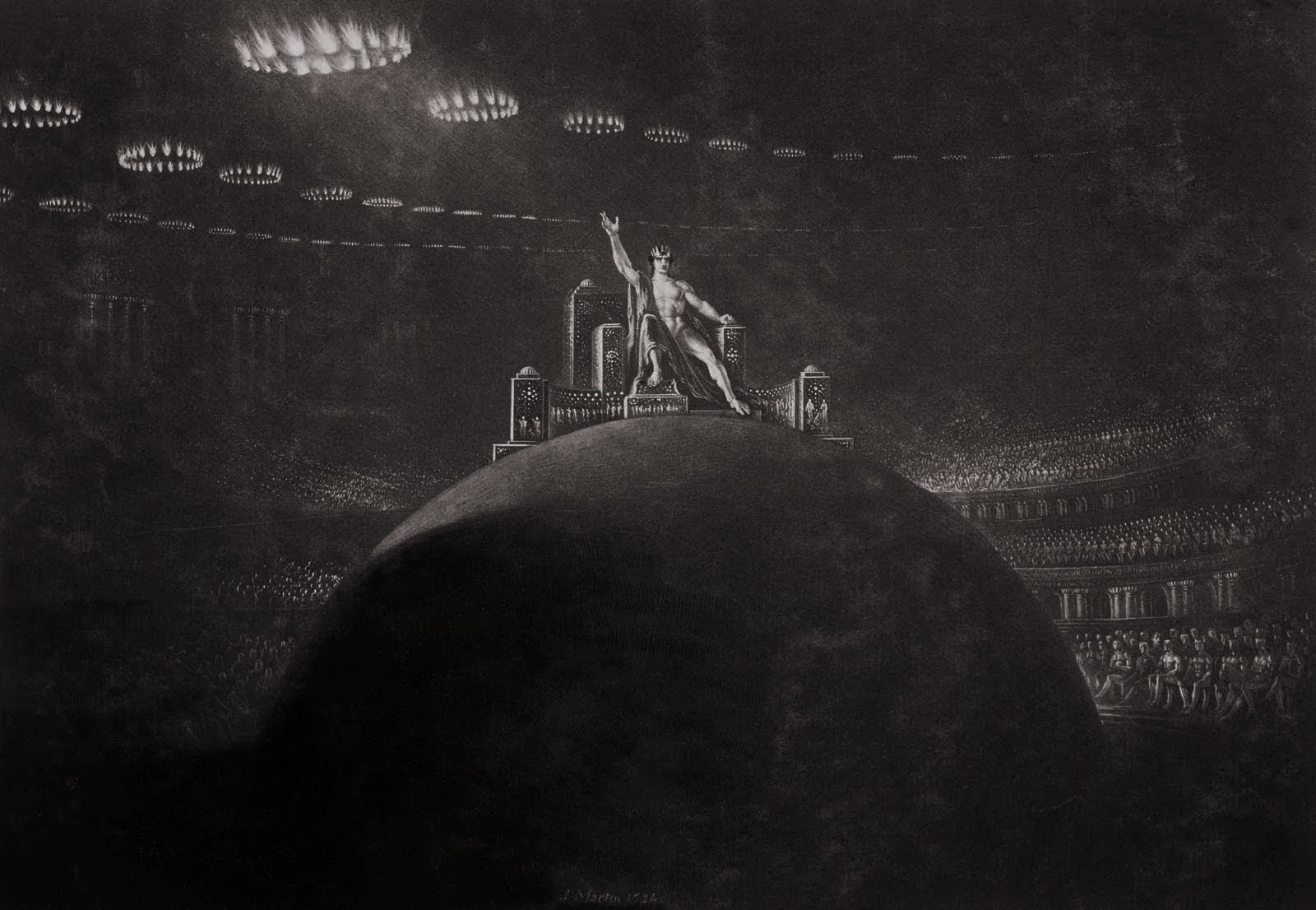
Джон Мартін, Сатана, головуючий на пекельній раді, бл. 1823 – 1827 роки

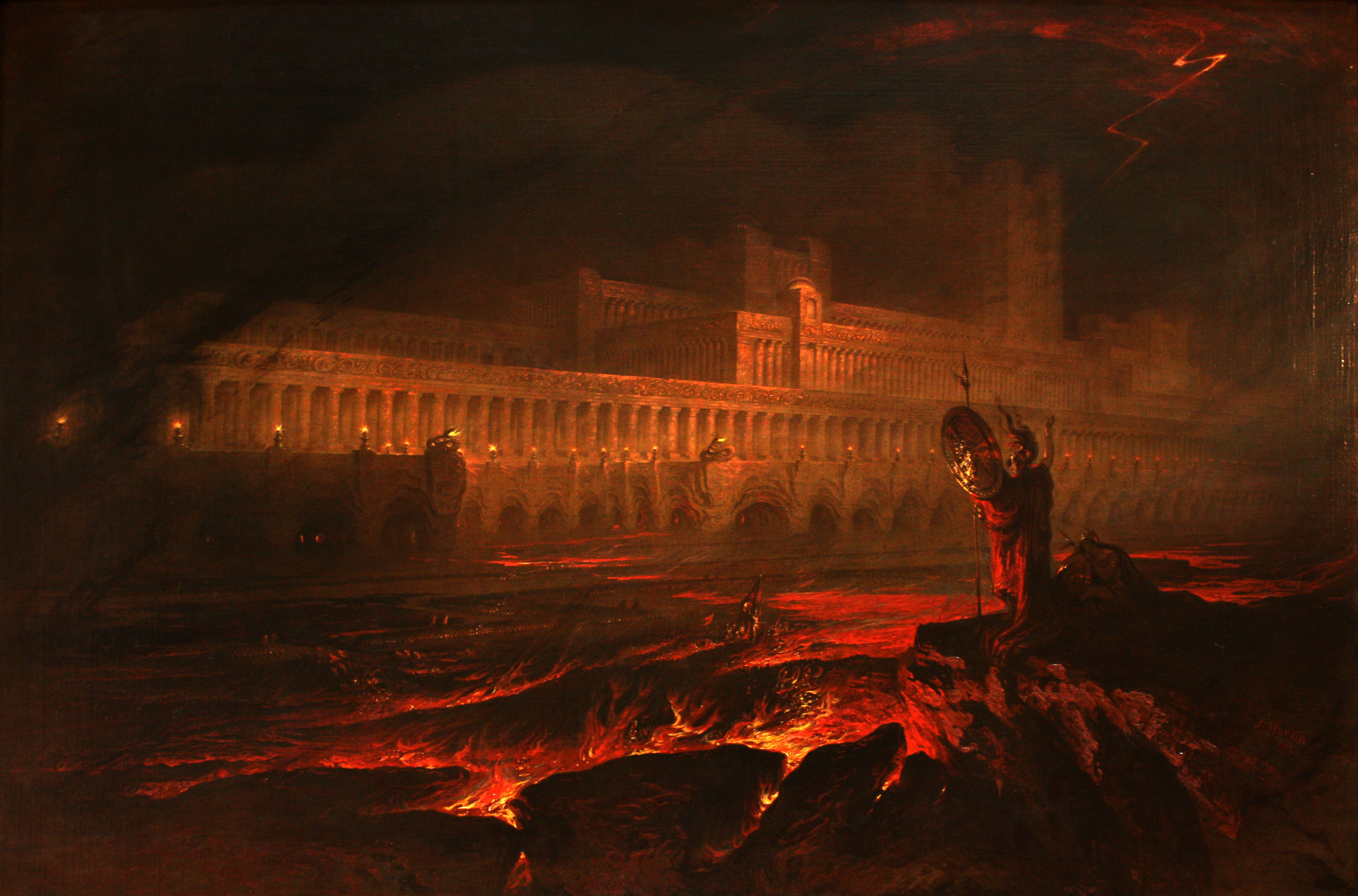
Джон Мартін, Пандемоніум, 1841

Пандемоніум (або Pandemonium у деяких версіях англійської мови) — столиця пекла в епічній поемі Джона Мільтона «Втрачений рай».  
Назва походить від грецького pan (παν), що означає «все» або «кожен», і daimónion (δαιμόνιον), зменшувальної форми, що означає «маленький дух», «маленький ангел» або, як християни тлумачили «маленький демон», а пізніше «демон». Pandæmonium, таким чином, приблизно перекладається як «Усі демони», але також може бути інтерпретований як Pandemoneios (Παν-δαιμον-ειον), або «все-демонське місце».
Джон Мільтон винайшов назву в «Втраченому раю» (1667) як «Урочиста Рада, яка має відбутися негайно в Пандемоніумі, високому Капітолії, Сатани та його однолітків» [книга I, рядки 754-756], яка була побудована занепалими ангели за поданням Мамони. Його спроектував архітектор Мулькібер, який був проектувальником палаців на Небесах до свого падіння. (У римські часи Мулкібер був іншою назвою римського бога Вулкана.) Книга II починається з дебатів між «стігійською радою» в залі ради Пандемонію. Демони побудували його приблизно за годину, але він значно перевищив усі людські палаци чи житла. Він був маленьким, оскільки його просторий зал описується як дуже переповнений юрмою демонів, які були вищими за будь-яку людину, аж поки за сигналом не зменшилися зі своїх титанічних розмірів до менш ніж «найменших карликів». Також вважалося, що він виготовлений із чистого золота.

## Зовнішні посилання
- Визначення терміна «pandemonium» у Вікісловнику